# スティーヴ・ハウ (ギタリスト)
スティーヴ・ハウ（Steve Howe 本名：Stephen James Howe、1947年4月8日 - ）は、ロンドン出身のギタリスト。1960年代から様々なプロジェクトに参加、特にイエスやエイジアでの活動が有名である。
「ローリング・ストーンの選ぶ歴史上最も偉大な100人のギタリスト」において2003年は第69位だったが、2011年の改訂版では削除された。

## 経歴

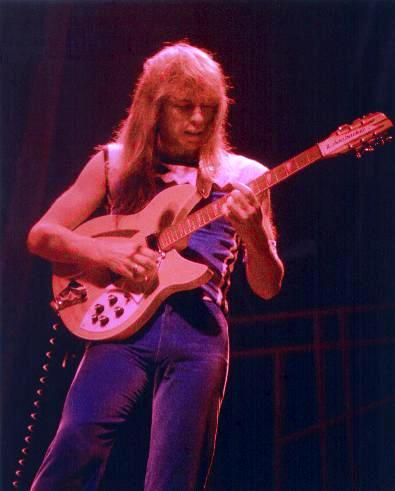
演奏するスティーヴ・ハウ (1977年)

1964年にシンディキャッツというビート・バンドでプロ・デビュー。彼等はシングルを幾つか発表した。
1965年にキース・ウェストらとジ・イン・クラウドを結成。彼等は1967年にトゥモロウと改名して、後にイギリスのサイケデリック・ロック界の大物となるトゥインクと活動して、サイケデリックなサウンドで注目を集めた。ハウはトゥモロウでアルバム1作の制作に関わった。また1967年7月に、音楽プロデューサーのマーク・ワーツ（Mark Wirtz）がウェストを起用して制作したシングルExpert from "A Teenage Opera”の録音に参加してギターを弾いた。このシングルはヨーロッパで人気を呼び、全英シングルチャートで最高位2位を記録した。現在ではロック・オペラの草分けの一つと認知されている。
その後はボダスト、P・P・アーノルドやデラニー&ボニーのツアー・バンドなどを経て、1970年にピーター・バンクスの後任としてイエスに加入。アルバム『危機』や『海洋地形学の物語』などの代表作で披露した他の追随を許さない多彩なギター・サウンドと優れた作曲能力でバンドの躍進に大きく貢献し、プログレッシブ・ロックを代表するバンドの一つと称された1970年代の黄金期の一翼を担った。
1981年にイエスが活動を停止すると、1982年にスーパーグループのエイジアを結成して大成功を収めた。イエスが1983年にギタリストのトレヴァー・ラビンを迎えて活動を再開すると、彼は1984年にエイジアを脱退して1988年にイエスの分家のアンダーソン・ブルーフォード・ウェイクマン・ハウに参加。紆余曲折を経て1996年イエスに再加入し、2024年現在まで中心メンバーとして活動している。
1980年代には、短期間ではあったがスティーヴ・ハケットとGTRを結成して活動したほか、イエスの同僚だったトレヴァー・ホーンが起こしたレーベル「ZTTレコーズ」の関連アーティストの作品やI.R.S.レコーズのアニマル・ロジックのデビュー・アルバムへの客演、I.R.S.傘下のインストゥルメンタル専門レーベル「ノー・スピーク」シリーズへの参加など、さまざまなプロジェクトで精力的に活動した。1991年にはクイーンのアルバム『イニュエンドウ』より「イニュエンドウ(アルバムタイトルと同名の曲)」のレコーディングにフラメンコギターで参加している。
1970年代にバンド活動と並行してソロ活動も開始したが、より精力的に取り組み始めたのは1990年代に入ってからである。2007年にはドラマーである長男ディラン・ハウ、ハモンド・オルガ二ストのロス・スタンリーとスティーヴ・ハウ・トリオを結成して、2008年にかけてヨーロッパをツアーした。また、キーボーディストの次男ヴァージル・ハウとディランをメンバーに加えたファミリー・バンド「スティーヴ・ハウ・レメディ」としても活動を行なった。
また、2006年にはエイジアのオリジナル・メンバーによる再結成に参加、精力的にライヴツアーを行いながら2008年4月に新作アルバム『フェニックス』を発表。2008年夏にはイエス久々の再始動となるアメリカ・ツアーを交え、エイジアとしても2013年に脱退するまで活動を継続していた。
2009年のイエスとエイジアの合同アメリカツアーでは、両バンド在籍者として全編の演奏を務めあげ、2010年はイエス、エイジア、スティーヴ・ハウ・トリオのツアーに参加して世界中を飛び回るなど、70歳を過ぎてなお精力的な活動を展開している。

## 奏法

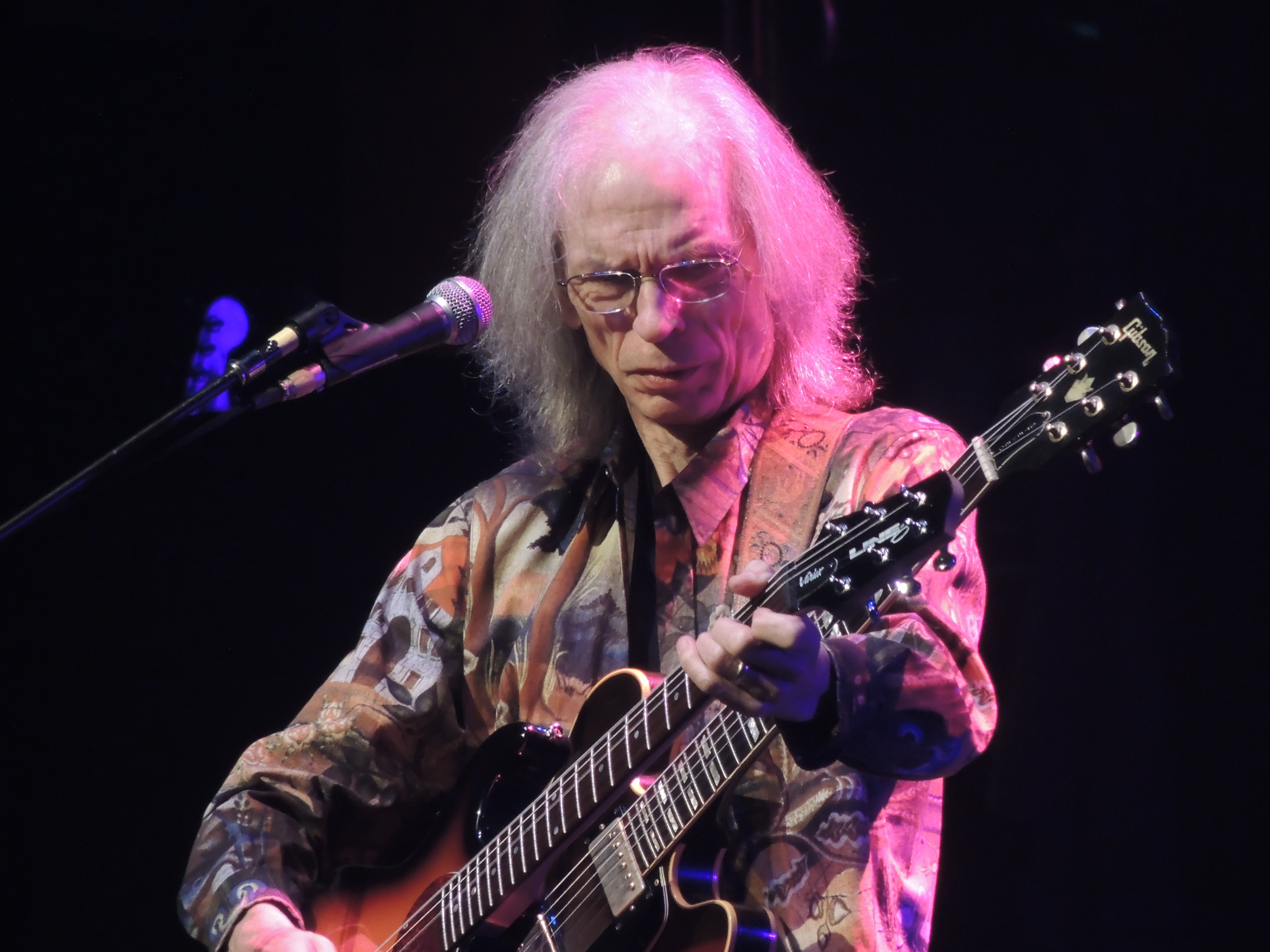
ビーコン・シアターにて (2013年)

ハウは他のギタリストが弾くようなありふれたフレーズではない独自のものを弾くのを好んだ。彼の流儀の特徴は、ロック・ミュージックにカントリー、ジャズ、クラシック、フラメンコ、トラッドなどの技法を溶け込ませる事である。
彼は何種類ものエレクトリック・ギターやアコースティック・ギターを用いるほか、エレクトリック・シタール、ペダル・スティール、リュート、マンドリンなど様々な種類の弦楽器を巧みに弾きこなす。ライブ演奏でも曲によっては1曲の中で異なる楽器に何度となく持ち替える。

## ディスコグラフィ

### ソロ・アルバム
- 『ビギニングス』 - Beginnings (1975年)
- 『スティーヴ・ハウ・アルバム』 - The Steve Howe Album (1979年)
- 『タービュランス』 - Turbulence (1991年)
- 『グランド・スキーム・オブ・シングス』 - The Grand Scheme of Things (1993年) ※旧邦題『大いなる陰謀』
- Not Necessarily Acoustic (1994年) ※ライブ・アルバム
- Mothballs (1994年) ※シンディキャッツでのデビューから、イエス加入以前までのコンピレーション。
- 『ホームブリュー1』 - Homebrew (1996年)
- 『クォンタム・ギター』 - Quantum Guitar (1998年)
- 『ライヴ・イン・アメリカ〜プリング・ストリングス』 - Pulling Strings (1999年) ※ライブ・アルバム、1994年録音
- 『ポートレイツ・オブ・ボブ・ディラン』 - Portraits of Bob Dylan (1999年)
- 『ホームブリュー2』 - Homebrew 2 (2000年)
- Natural Timbre (2001年)
- Skyline (2002年)
- 『エレメンツ』 - Elements (2003年)
- Spectrum (2005年)
- Homebrew 3 (2005年)
- Remedy Live (2005年) ※ライブ・アルバム
- Motif Volume 1 (2008年)
- Homebrew 4 (2010年)
- 『コンプリート・オブ・ホームブリュー』 - Complete of Homebrew (2010年) ※『Homebrew』1から4までを収録。
- 『タイム』 - Time (2011年)
- Homebrew 5 (2013年)
- 『アンソロジー』 - Anthology (2015年) ※ベスト・アルバム
- Homebrew 6 (2016年)
- Love Is (2020年)
- Motif Volume 2 (2023年)
- Guitarscape (2024年)

### スティーヴ・ハウ・トリオ
- The Haunted Melody (2008年)
- Travelling (2010年)
- 『ニュー・フロンティア』 - New Frontier (2019年) ※ビル・ブルーフォードが3曲で共作している

### コラボレーション
- ポール・スーティン & スティーヴ・ハウ : 『天使たちの詩』 - Seraphin (1988年)
- ビリー・カーリー・ウィズ・ゲスト・スティーヴ・ハウ : 『トランスポーテイション』 - Transportation (1988年)
- ポール・スーティン & スティーヴ・ハウ : 『青き世界の旅人』 - Voyagers (1995年)
- スティーヴ・ハウ/マーティン・テイラー : 『マスターピース・ギターズ』 - Masterpiece Guitars (1996年)
- オリヴァー・ウェイクマン : 『ザ・3エイジズ・オブ・マジック』 - The 3 Ages of Magick (2001年)
- ヴァージル・ハウ & スティーヴ・ハウ : 『ネクサス』 - Nexus (2017年)
- ヴァージル・ハウ & スティーヴ・ハウ : 『ルーナ・ミスト』 - Lunar Mist (2022年)

### トゥモロウ
- 『トゥモロウ』 - Tomorrow (1968年)
- 『総天然色の夢』 - 50 Minute Technicolor Dream (1998年) ※1967年の未発表音源集。
- サウンドトラック：マーク・ワーツ A Teenage Opera (1996年) ※1967年と1968年の音源。再編集され1996年にリリース。
- 『パーマネント・ドリーム』 - Permanent Dream (2023年)

### ボダスト
- 『ジ・アーリー・イヤーズ』 - The Early Years : Steve Howe with Bodast (1990年) ※1969年のレコーディング当時は未発表。後にハウ自身がリミックスを施し、1981年に『The Bodast Tapes』としてチェリーレッドから発表したもののCD再発盤。
- 『トゥワーズ・ユートピア』 - Towards Utopia (2017年) ※上記楽曲に加え、ハウの参加したボダスト以前のバンド、カント（Canto）の3曲などを追加収録した再発盤。

### イエス
- 『イエス・サード・アルバム』 - The Yes Album (1971年)
- 『こわれもの』 - Fragile (1972年)
- 『危機』 - Close to the Edge (1972年)
- 『イエスソングス』 - Yessongs (1973年) ※ライブ・アルバム
- 『海洋地形学の物語』 - Tales from Topographic Oceans (1973年)
- 『リレイヤー』 - Relayer (1974年)
- 『イエスタデイズ』 - Yesterdays (1975年) ※ベスト・アルバム
- 『究極』 - Going for the One (1977年)
- 『トーマト』 - Tormato (1978年)
- 『ドラマ』 - Drama (1980年)
- 『イエスショウズ』 - Yesshows (1980年) ※ライブ・アルバム
- 『クラシック・イエス』 - Classic Yes (1981年) ※ベスト・アルバム
- 『結晶』 - Union (1991年)
- 『イエスイヤーズ』 - Yesyears (1991年) ※ベスト・アルバム
- 『キーズ・トゥ・アセンション』 - Keys to Ascension 1 (1996年)
- 『キーズ・トゥ・アセンション2』 - Keys to Ascension 2 (1997年)
- 『オープン・ユア・アイズ』 - Open Your Eyes (1997年)
- 『ラダー』 - The Ladder (1999年)
- 『ハウス・オブ・イエス』 - House of Yes - Live from House of Blues (2000年) ※ライブ・アルバム
- 『マグニフィケイション』 - Magnification (2001年)
- 『IN A WORD：ヒストリーBOX』 - In a Word (2002年) ※ベスト・アルバム
- 『アルティメイト・イエス』 - The Ultimate Yes (2004年) ※ベスト・アルバム
- 『ライヴ・イヤーズ』 - The Word Is Live (2005年) ※ライブ・アルバム
- 『フライ・フロム・ヒア』 - Fly From Here (2011年)
- 『ヘヴン・アンド・アース』 - Heaven & Earth (2014年)
- 『フライ・フロム・ヒア：リターン・トリップ』 - Fly from Here : Return Trip (2018年)
- 『ザ・クエスト』 - The Quest (2021年)
- 『ミラー・トゥ・ザ・スカイ』 - Mirror to the Sky (2023年)

### エイジア
- 『詠時感〜時へのロマン』 - Asia (1982年)
- 『アルファ』 - Alpha (1983年)
- 『アクア』 - Aqua (1992年)
- 『フェニックス』 - Phoenix (2008年)
- 『オメガ』 - Omega (2010年)
- 『XXX〜ロマンへの回帰』 - XXX (2012年)

### GTR
- 『GTR』 - GTR (1986年)
- 『キング・ビスケット・ライヴ』 - King Biscuit Flower Hour (1997年)

### アンダーソン・ブルーフォード・ウェイクマン・ハウ
- 『閃光』 - Anderson Bruford Wakeman Howe (1989年)
- 『イエス・ミュージックの夜』 - An Evening of Yes Music Plus (1993年) ※ライブ・アルバム

### セッション、ゲスト参加
- ルー・リード 『ロックの幻想』 - Lou Reed (1972年)
- リック・ウェイクマン 『ヘンリー八世の六人の妻』 - The Six Wives of Henry VIII (1973年)
- ザ・ドレッグス 『インダストリー・スタンダード』 - Industry Standard (1982年)
- フランキー・ゴーズ・トゥ・ハリウッド 『ウェルカム・トゥ・ザ・プレジャードーム』 - Welcome to the Pleasure Dome (1984年)
- V.A. 『ギター・スピーク』 - Guitar Speak (1988年)
- V.A. 『ナイト・オブ・ザ・ギター』 - Night of the Guitar (1989年)
- アニマル・ロジック 『アニマル・ロジック』 - Animal Logic (1989年)
- クイーン 『イニュエンドウ』 - Innuendo (1991年)
- ジョン・アンダーソン／スティーヴ・ハウ／ビル・ブルーフォード／ロンドン・フィルハーモニー管弦楽団 『シンフォニック・イエス』 - Symphonic Music of Yes (1993年)
- V.A. 『テイルズ・フロム・イエスタデイ』 - Yes Tribute - Tales from Yesterday (1995年)

## 著書
- Howe, Steve (2020). All My Yesterdays. London: Omnibus Press. ISBN 978-1-785581-79-3